# B. League (Japão)
A B. League é uma liga profissional de basquete masculino do Japão criada em setembro de 2016. A liga é operada pela Japan Professional Basketball e foi formada como resultado de uma fusão entre a National Basketball League, que era operada pela Japan Basketball League, filiada à FIBA e a bj league, operada de forma independente. A fusão foi exigida pela FIBA como condição para que o Japão tivesse sua filiação de membro retomada depois de ser suspenso em novembro de 2014.

## História
A Associação Japonesa de Basquete foi criada em 1930 e tem operado ligas de basquete no Japão sob vários nomes desde 1967. Em toda a história da associação, as equipes foram filiadas a grandes corporações e os jogadores têm sido empregados por suas respectivas empresas, ao invés de competir como jogadores de basquete profissional. No início da década de 1990 o futebol no Japão afastou-se de semelhante estrutura corporativa e lançou a J. League em 1993. A JBA começou a investigar a profissionalização do basquete no mesmo ano, e, em 1997, levantou a proibição de jogadores profissionais. Apesar disso, a estrutura da Japan Super League, manteve-se amadora na natureza, com a maioria dos times restantes sob o controle de um patrocinador/anunciante.
Em 2005, uma liga rival, bj league foi lançada em concorrência com o Super League, com base em um sistema  americano de franquias  de equipes  profissionais. Em resposta, a JBA re-lançou a Super League, como Japan Basketball League em 2007, mas ainda havia uma mistura de equipes profissionais e corporativas na competição. A JBL foi novamente rebatizada como a National Basketball League em 2013. Desde o estabelecimento da bj league em 2005, ambas as competições rapidamente se expandiram em número de equipes, com 45 equipes participantes entre as duas competições em 2015.
FIBA, o corpo governamental internacional para o basquete, ficou preocupado com a divisão e a desorganização do esporte no país. Após a JBA não cumprir com os prazos para início da reorganização dos campeonatos nacionais, FIBA suspendeu o Japão de competições internacionais em novembro de 2014. Uma força-tarefa para investigar a reforma das ligas nacionais foi formada e Saburō Kawabuchi foi nomeado co-presidente. Em Maio de 2015, após a recomendação da FIBA, Kawabuchi foi nomeado como presidente da JBA. A fusão das duas ligas concorrentes na B. League foi anunciada em junho de 2015 e a  suspensão internacional foi levantada pela FIBA em agosto. A empresa de telecomunicações Softbank foi nomeada como a patrocinadora do campeonato para a temporada inaugural em março de 2016.
 A temporada  2016-17 começou com a primeira partida entre o quatro  vezes campeões  da JBL/NBL Alvark  Tóquio, que terminou no topo da NBL escada em 2015-16, e quatro vezes campeões da  bj-league  Ryukyu Golden Kings, que ganhou o bj-league de  2015-16, no Yoyogi National Gymnasium, em 22 de setembro de 2016. Uma rodada completa de jogos que envolvem todas as outras equipes começou no dia 24 de setembro.

## Formato de temporada
A liga é composta de três divisões; as duas primeiras divisões têm 18 equipes, cada uma com um sistema de promoção e rebaixamento entre a primeira e a segunda divisão. Cada uma das duas primeiras divisões, se subdividem em três conferências. A terceira divisão tem nove equipes compostas de facto  de equipes  semi-profissionais.

## Equipes atuais
Na temporada 2014-15, havia 12 equipes na NBL, 10 equipes na National Basketball Development League (NBDL, a segunda divisão da liga NBL) e 24 equipes na bj-league. Todas as 46 equipes se inscreveram para a  temporada da B. League de 2016-17, juntamente com o Wakayama Trians, que se retirou da NBL em janeiro de 2015, devido a dificuldades financeiras. Em última análise, todos os clubes foram aceitos na liga, exceto o Trians e   Hiroshima Lightning, que estavam em sua primeira temporada como um clube de expansão da bj league. A atribuição das 45 equipes em três divisões foi anunciada em duas fases, em julho  e agosto de 2015. Em abril de 2016, a liga anunciou regras relativas a nomes oficiais das equipes, nomes abreviados e abreviaturas para ser usadas pelos clubes. Uma lista de nomes a ser usado por cada clube no 2016-17 temporada também foi publicada.

### Primeira divisão (18 equipes)
| Leste   | Akita Northern Happinets | Akita, Akita        | CNA Arena Akita                       | bj-league |                                    |
| Leste   | Alvark Tokyo             | Fuchū, Tokyo        | Yoyogi National Gymnasium             | NBL       | Toyota Alvark Tokyo                |
| Leste   | Chiba Jets Funabashi     | Funabashi, Chiba    | Funabashi Gymnasium [ja]              | NBL       |                                    |
| Leste   | Levanga Hokkaido         | Sapporo, Hokkaido   | Hokkaido Kitayell                     | NBL       |                                    |
| Leste   | Link Tochigi Brex        | Utsunomiya, Tochigi | Utsunomiya Gymnasium [ja]             | NBL       |                                    |
| Leste   | Sendai 89ers             | Sendai, Miyagi      | Kamei Arena Sendai                    | bj-league |                                    |
| Central | Sun Rockers Shibuya      | Tokyo               | Aoyama Gakuin University Gymnasium    | NBL       | Hitachi SunRockers                 |
| Central | Niigata Albirex BB       | Nagaoka, Niigata    | City Hall Plaza Ao-re Nagaoka [ja]    | bj-league |                                    |
| Central | San-en NeoPhoenix        | Toyohashi, Aichi    | Toyohashi City General Gymnasium [ja] | bj-league | Hamamatsu Higashimikawa Phoenix    |
| Central | Kawasaki Brave Thunders  | Kawasaki, Kanagawa  | Kawasaki Todoroki Arena               | NBL       | Toshiba Brave Thunders Kanagawa    |
| Central | Toyama Grouses           | Toyama, Toyama      | Toyama City Gymnasium                 | bj-league |                                    |
| Central | Yokohama B-Corsairs      | Yokohama, Kanagawa  | Yokohama International Swimming Pool  | bj-league |                                    |
| Oeste   | Kyoto Hannaryz           | Kyoto, Kyoto        | Kyoto Gymnasium [ja]                  | bj-league |                                    |
| Oeste   | Nagoya Diamond Dolphins  | Nagoya, Aichi       | Aichi Prefectural Gymnasium           | NBL       | Mitsubishi Diamond Dolphins Nagoya |
| Oeste   | Osaka Evessa             | Osaka, Osaka        | Fumin Kyosai Super Arena              | bj-league |                                    |
| Oeste   | Ryukyu Golden Kings      | Okinawa, Okinawa    | Okinawa City Gymnasium [ja]           | bj-league |                                    |
| Oeste   | SeaHorses Mikawa         | Kariya, Aichi       | Wing Arena Kariya [ja]                | NBL       | Aisin SeaHorses Mikawa             |
| Oeste   | Shiga Lakestars          | Ōtsu, Shiga         | Ukaruchan Arena [ja]                  | bj-league |                                    |

### Segunda divisão (18 equipes)
| Conference | Team name                      | City, Prefecture     | Home arena                              | 2015–16 League | 2015–16 team name                    |
| ---------- | ------------------------------ | -------------------- | --------------------------------------- | -------------- | ------------------------------------ |
| East       | Aomori Wat's                   | Aomori, Aomori       | por anunciar                            | bj-league      |                                      |
| East       | Cyberdyne Ibaraki Robots       | Tsukuba, Ibaraki     | Mito Citizens Gymnasium [ja]            | NBL            | Cyberdyne Tsukuba Robots             |
| East       | Fukushima Firebonds            | Kōriyama, Fukushima  | Kōriyama Gymnasium [ja]                 | bj-league      |                                      |
| East       | Gunma Crane Thunders           | Maebashi, Gunma      | Yamato Citizens Gymnasium Maebashi [ja] | bj-league      |                                      |
| East       | Iwate Big Bulls                | Morioka, Iwate       | Iwate Prefectural Gymnasium [ja]        | bj-league      |                                      |
| East       | Passlab Yamagata Wyverns       | Yamagata, Yamagata   | por anunciar                            | NBDL           |                                      |
| Central    | Bambitious Nara                | Nara, Nara           | Nara Central Gymnasium [ja]             | bj-league      |                                      |
| Central    | Earth Friends Tokyo Z          | Ōta, Tokyo           | Ōta City General Gymnasium [ja]         | NBDL           |                                      |
| Central    | Nishinomiya Storks             | Nishinomiya, Hyogo   | Nishinomiya Central Gymnasium [ja]      | NBL            |                                      |
| Central    | Shinshu Brave Warriors         | Chikuma, Nagano      | Chikuma Tokura Gymnasium [ja]           | bj-league      |                                      |
| Central    | Tokyo Excellence               | Itabashi, Tokyo      | Itabashi Azusawa Gymnasium [ja]         | NBDL           |                                      |
| Central    | Toyotsu Fighting Eagles Nagoya | Nagoya, Aichi        | Biwajima Sports Centre [ja]             | NBDL           | Toyota Tsusho Fighting Eagles Nagoya |
| West       | Ehime Orange Vikings           | Matsuyama, Ehime     | Matsuyama Community Center [ja]         | bj-league      | Oita Ehime HeatDevils                |
| West       | Hiroshima Dragonflies          | Hiroshima, Hiroshima | Hiroshima Sun Plaza                     | NBL            |                                      |
| West       | Kagawa Five Arrows             | Takamatsu, Kagawa    | Takamatsu City Gymnasium [ja]           | bj-league      | Takamatsu Five Arrows                |
| West       | Kagoshima Rebnise              | Kagoshima, Kagoshima | Kagoshima Arena                         | NBDL           | Renova Kagoshima                     |
| West       | Kumamoto Volters               | Kumamoto, Kumamoto   | Kumamoto Prefectural Gymnasium          | NBL            |                                      |
| West       | Shimane Susanoo Magic          | Matsue, Shimane      | Matsue Gymnasium [ja]                   | bj-league      |                                      |

### Terceira divisão (9 equipes)
| Nome da equipe                 | Cidade, Prefeitura  | 2015-16 League |
| ------------------------------ | ------------------- | -------------- |
| Aisin AW Areions Anjo          | Anjō, Aichi         | NBDL           |
| Kanazawa Samuraiz              | Kanazawa, Ishikawa  | bj-league      |
| Otsuka Corporation Alfas       | Tóquio              | NBDL           |
| Rizing Zephyr Fukuoka          | Fukuoka, Fukuoka    | bj-league      |
| Saitama Broncos                | Tokorozawa, Saitama | bj-league      |
| Tóquio Marine Nichido Big Blue | Nerima, Tóquio      | NBDL           |
| Tóquio Cinq Rêves              | Chōfu, Tóquio       | bj-league      |
| Tóquio, Hachioji Comboios      | Hachioji, Tóquio    | NBDL           |
| Toyoda Gosei Escorpiões        | Kiyosu, Aichi       | NBDL           |